# Trompo Mágico
Trompo Mágico fue un museo interactivo para niños, niñas y adolescentes creado el 30 de abril de 2003. Se encontraba ubicado en Zapopan, Jalisco, México.
Se trataba de un espacio con exhibiciones interactivas diseñadas para el aprendizaje activo y participativo, que buscó motivar a las niñas, los niños y jóvenes en las artes, las ciencias y la cultura.
A diferencia de otros museos, este museo se caracterizó por pertenecer al sector público, con benefactores.
El Trompo Mágico, Museo Interactivo cerro sus puertas el 14 de noviembre de 2022 y fue sustituido por el nuevo museo JAPI Jalisco Paseo Interactivo que abrió sus puertas el 16 de junio de 2024.

## Historia
El edificio del museo cuenta con una superficie de 10 hectáreas y media,[cita requerida] con instalaciones ornamentales precolombinas hechas con piedra y con materiales, así como estructuras modernas de metal y cristal; posee superficies circulares.
Su oferta museográfica fue producida en un alto porcentaje por jaliscienses y fue diseñada para usuarios de todas las edades.[cita requerida]
La primera directora del museo fue Graciela M. de la Vega Michel, quien concluyó su labor en 2013, para dar paso a la arquitecta Ana Estela García Cortez. Actualmente la maestra Marcela Gómez Ramírez  encabeza la dirección general del Trompo Mágico.
El Trompo Mágico pertenece al sector público. En su inicio pertenecía a la Secretaría General de Gobierno; en 2014 pasó a ser cargo del Sistema para el Desarrollo Integral de la Familia (DIF) Jalisco y a partir del 2019 fue sectorizado a la Secretaría de Cultura.
En noviembre de 2022 el Trompo Mágico cierra sus puertas bajo la justificación de ser renovado en su totalidad. La renovación no se llevó a cabo y el Trompo Mágico estuvo abandonado por más de seis meses.Fue en enero de 2023 que el gobernador Enrique Alfaro Ramírez anunció que el Trompo Mágico dejaría de existir y sería reconvertido en un nuevo museo interactivo.El nuevo museo que vino a sustituir al Trompo Mágico fue JAPI Jalisco Paseo Interactivo.

## Exhibiciones
La primera película de animación con la técnica “stop motion” que se hace en México, se realiza en Jalisco y sus estudios están en el Museo Trompo Mágico, en donde todos sus visitantes pueden ser testigos del proceso de grabación de Inzomnia, un largometraje de fantasía y ciencia ficción para toda la familia que terminará de grabarse en el año 2018.
Desde noviembre de 2016, el área “Va de paso” de Trompo Mágico se ha convertido en un estudio en el que el público tiene la posibilidad de observar la grabación de Inzomnia: los visitantes tendrán las puertas abiertas de manera permanente durante la producción, la animación y la posproducción de la película; a través de una vitrina podrán seguir el trabajo de los creativos en los procesos que incluyen el armado de maquetas, la creación de los muñecos o puppets, la elaboración de todos los elementos artísticos y estéticos, de los escenarios y los ambientes o acomodando luces y cámaras, fotografiando a alguno de los aproximadamente 100 personajes de la película, y en todas las actividades que implica la grabación de un largometraje animado.

El 1 de noviembre de 2015 al 1 de febrero de 2016, el Museo Trompo Mágico recibió Darwin, la exposición. Explorando las especies..
Esta exposición está organizada por el Museo Americano de Historia Natural (AMNH, por sus siglas en inglés) de Nueva York, en conjunto con cuatro destacados museos:
- Museo de Ciencia de Boston
- Field Museum de Chicago
- Royal Ontario Museum de Toronto
- Museo de Historia Natural de Londres

Esta exposición itinerante es la más grande del AMNH y es la más completa sobre la vida y obra de Charles Darwin en el planeta. La exposición contiene alrededor de 500 piezas, entre muebles, fósiles, insectos disecados y otros objetos.